# Saint Joseph (Missouri)
Saint Joseph ist County Seat und die größte Stadt im Buchanan County. Im US-Bundesstaat Missouri liegt die Stadt nach Einwohnerzahl an achter Stelle. Die Stadt am Missouri River hatte beim United States Census 2020 72.473 Einwohner.
Die Stadt ist Sitz der Missouri Western State University.

## Geographie
St. Joseph liegt im Nordwesten des Bundesstaates direkt an der Grenze zum US-Bundesstaat Kansas, nicht weit von der Grenze zum Bundesstaat Nebraska. 70 Kilometer südlich liegt Kansas City und 190 Kilometer in nordwestlicher Richtung Omaha.

## Geschichte

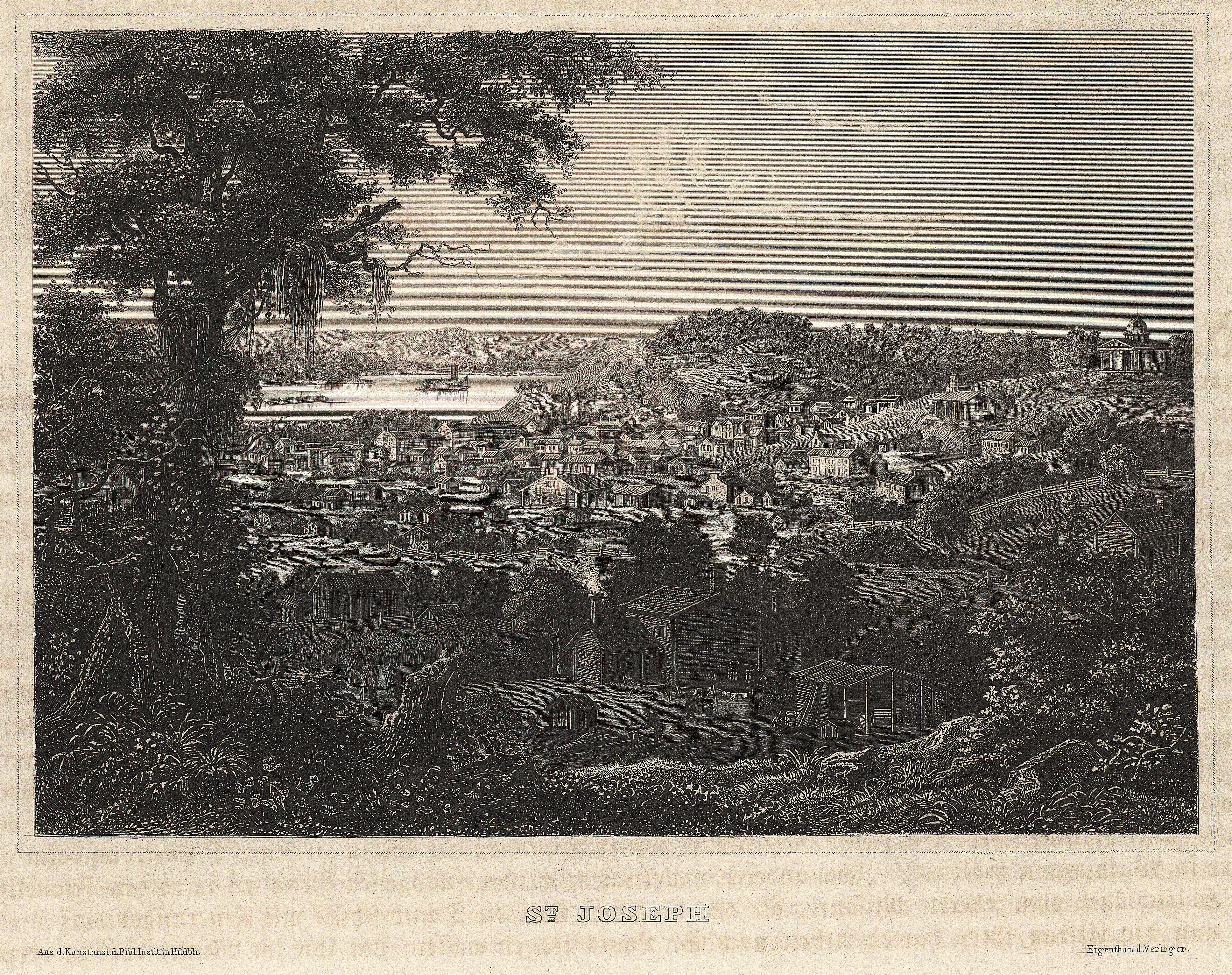
Panorama von St. Joseph Mitte des 19. Jh.

Im Auftrag der American Fur Company errichtete der Fellhändler Joseph Robidoux 1826 nahe dem heutigen Standort von St. Joseph einen Handelsposten. 1843 beauftragte der mittlerweile von der Firma unabhängig gewordene Robidoux Frederick W. Smith and Simeon Kemper für ihn eine Stadt zu entwerfen. Nach dem Abschluss der Planungen begann Robidoux die Parzellen für 100 $ bis 150 $ zu verkaufen. Daraufhin wuchs die Stadt schnell auf 800 Einwohner im Jahr 1846 und erreichte 1860 eine Einwohnerzahl von 8932.
Zudem entwickelte sich die Ortschaft schnell zu einem wichtigen Verkehrsknotenpunkt. Bis zum Sezessionskrieg war sie der westlichste Ort der Vereinigten Staaten, der mit der Eisenbahn erreicht werden konnte, und damit der letzte Versorgungspunkt vor dem Wilden Westen, der sich jenseits des Missouri erstreckte. Dies ist auch der Grund, warum in Saint Joseph der östliche Endpunkt des Pony-Express lag, welcher zwischen dem 3. April 1860 und Ende Oktober 1861 die schnellste Postverbindung in Nordamerika war.
Am 4. April 1882 wurde hier Jesse James, der sich unter dem Namen „Thomas Howard“ hier niedergelassen hatte, hinterrücks erschossen. Der Täter, der das Kopfgeld kassieren wollte, war Robert Ford und Mitglied in Jesse James’ Bande. Auf dem Friedhof in Kearney, am Familiengrundstück steht auf Jesse James’ Grabstein: „Ermordet von einem Verräter und Feigling, dessen Name nicht wert ist, hier zu erscheinen.“
Dem Pony-Express und Jesse James verdankt Saint Joseph den Slogan “Where the Pony Express started and Jesse James ended.” (auf Deutsch: „Wo der Pony-Express begann und Jesse James endete.“)

## Demographie
Bei der Volkszählung im Jahr 2000 wurden in St. Joseph 73.990 Einwohner in 29.026 Haushalten und 18.460 Familien gezählt. Die Bevölkerungsdichte betrug 651,6 Einwohner/km². Die Zahl der Wohneinheiten war 31.752, das entspricht einer Dichte von 279,6 Wohnungen/km².
Die Einwohner bestanden im Jahre 2000 zu 91,88 % aus Weißen, 5,03 % African American, 0,46 % Native American, 0,47 % Asiaten, 0,03 % Pacific Islanders, 0,69 % stammten von anderen Rassen und 1,44 % von zwei oder mehr Ethnien ab. 2,61 % der Bevölkerung gaben beim Census an, Hispanos oder Latinos zu sein.
In 30,1 % der Haushalte lebten Kinder unter 18 Jahren und in 46,7 % der Haushalte lebten verheiratete Paare zusammen, 12,8 % der Haushalte hatten einen weiblichen Haushaltsvorstand ohne anwesenden Ehemann und 36,4 % der Haushalte bildeten keine Familien. 30,4 % aller Haushalte bestanden aus Einzelpersonen und in 13,2 % war jemand im Alter von 65 Jahren oder älter alleinlebend. Die durchschnittliche Haushaltsgröße war 2,39 Personen und die durchschnittliche Familie bestand aus 2,98 Personen.
Von der Einwohnerschaft waren 24,1 % weniger als 18 Jahre alt, 11,6 % entfielen auf die Altersgruppe von 18 bis 24 Jahre, 28,6 % waren zwischen 25 und 44 Jahre alt und 20,3 % zwischen 45 und 64 Jahre. 15,4 % waren 65 Jahre alt oder älter. Das Durchschnittsalter war 36 Jahre. Auf jeweils 100 Frauen entfielen 95,6 Männer; bei den über 18-Jährigen entfielen auf 100 Frauen jeweils 92,7 Männer.
Das Durchschnittseinkommen pro Haushalt betrug 32.663 US$ und das mittlere Familieneinkommen war 40.995 US$. Die Männer verfügten durchschnittlich über ein Einkommen von 31.300 US$, gegenüber 21.592 US$ für Frauen. Das Pro-Kopf-Einkommen belief sich auf 17.445 US$. Etwa 9,1 % der Familien und 13,0 % der Bevölkerung lebten unterhalb der Armutsgrenze; dies betraf 15,5 % derer unter 18 Jahren und 9,8 % der Altersgruppe 65 Jahre oder älter.

## Verkehr
St. Joseph liegt direkt westlich der Interstate 29, welche von Kansas City in nördlicher Richtung 1212 Kilometer lang über Omaha bis nach Winnipeg in Kanada führt. Südlich der Stadt zweigt die 22 Kilometer lange Interstate 229 nach Westen ab, um entlang des Missouri und direkt am Stadtzentrum vorbeiführend nördlich von St. Joseph wieder an die I-29 anzuschließen. Zudem wird die Stadt vom U.S. Highway 36 durchquert, der über 2276 Kilometer von Ohio bis nach Colorado führt.
Am anderen Ufer des Missouri liegt der kleine zur Stadt gehörende öffentlich und militärisch genutzte Rosecrans Memorial Airport. Nächster internationaler Flughafen ist aber der 50 Kilometer südlich gelegene Kansas City International Airport.

## Söhne und Töchter der Stadt
- Levi Ankeny (1844–1921), Politiker, Vertreter von Washington im US-Senat
- John J. De Haven (1845–1913), Jurist und Politiker, Vertreter von Kalifornien im US-Repräsentantenhaus und Bundesrichter
- Carl E. Friend (1869–1948), Politiker, Vizegouverneur von Kansas
- Tom Pendergast (1873–1945), Unternehmer und Politiker
- Malin Craig (1875–1945), Vier-Sterne-General, Chef des Stabes der US-Armee
- Rice W. Means (1877–1949), Vertreter von Colorado im US-Senat
- Julius Gold (1884–1969), Geiger, Musikwissenschaftler und -pädagoge
- Charles Francis Buddy (1887–1966), römisch-katholischer Geistlicher, Bischof von San Diego
- Irving Bacon (1893–1965), Schauspieler
- Norman L. Knight (1895–1972), Science-Fiction-Autor
- LeRoy Prinz (1895–1983), Choreograph, Tänzer und Filmemacher
- Phil J. Welch (1895–1963), Politiker, Vertreter von Missouri im US-Repräsentantenhaus
- Norbert Brodine (1896–1970), Kameramann
- Georgia Hale (1900–1985), Schauspielerin
- Sid Rogell (1900–1973), Filmproduzent, Filmschaffender, Produktionsmanager und Oscarpreisträger
- Wayne C. Smith (1901–1964), Generalmajor der United States Army
- Harold Cherniss (1904–1987), Hochschullehrer und Experte für antike Philosophie
- Coleman Hawkins (1904–1969), Jazzmusiker, „Vater“ des Tenorsaxophonspiels
- Georgia Hale (1905–1985), Schauspielerin
- William M. Gross (1908–1972), Offizier der US Air Force
- Don Alt (1916–1988), Unternehmer und Politiker, Abgeordneter im Repräsentantenhaus von Iowa
- Walter Cronkite (1916–2009), Fernsehjournalist, Nachrichtensprecher
- Ruth Warrick (1916–2005), Schauspielerin
- Jane Wyman (1917–2007), Schauspielerin
- Betty Garrett (1919–2011), Schauspielerin, Sängerin und Tänzerin
- George H. Vineyard (1920–1987), theoretischer Festkörperphysiker
- Shelby Smith (1927–2020), Politiker, Vizegouverneur von Kansas
- Teresa Bloomingdale (1930–2000), Schriftstellerin
- Jay Lorsch (1932–2025), Wirtschaftswissenschaftler
- Jeff Morris (1934–2004), Schauspieler
- Judith Baker (1938–2014), US-amerikanisch-kanadische Philosophin
- Kay Waldo Barnes (* 1938), Politikerin, Bürgermeisterin von Kansas City, Missouri
- Bruce Berndt (* 1939), Mathematiker
- Shere Hite (1942–2020), deutsch-amerikanische Sexualforscherin und Feministin
- Jim Webb (* 1946), Politiker, United States Secretary of the Navy und Vertreter von Virginia im US-Senat
- Timothy Omundson (* 1969), Schauspieler
- Eminem (* 1972), Rap-Musiker
- Ryan Bradley (* 1983), Eiskunstläufer